# Nasutitermes corniger
Nasutitermes corniger (лат.) — вид носатых термитов рода Nasutitermes из семейства Termitidae (Nasutitermitinae). Дендробионт, обитающий и потребляющий древесину, эндемичный для Неотропиков. Он очень близок к Nasutitermes ephratae. Этот вид взаимодействует с множеством различных организмов, включая летучих мышей, которые ночуют в его гнезде, и различные виды муравьёв, которые сожительствуют с термитом.

## Распространение
Неотропика. N. corniger был обнаружен в Мексике, Гватемале, Гондурасе, Коста-Рике, Панаме, Венесуэле, Тринидаде и Тобаго, Бразилии, Боливии, Пуэрто-Рико и недавно во Флориде (США). Этот широко распространенный термит может обосноваться в различных тропических местообитаниях, включая городские, сельскохозяйственные и природные среды, а также был завезен человеком в Папуасский регион.

## Значение
N. corniger является одним из основных городских вредителей в Бразилии и Аргентине.

## Описание
Солдаты мелкие, около 5 мм. У них коричневые или чёрные головы с конусообразным передним выступом, носом, который выделяет защитное вещество. У солдат этого вида мандибулы редуцированы до маленьких выступов. На голове солдата имеется шесть волосков; этот признак в сочетании с наличием в колонии нескольких королев (полигиния) может быть использован для отличия Nasutitermes corniger от некоторых других представителей рода Nasutitermes.
Алаты, или крылатые репродуктивные имаго (самки и самцы), имеют тёмно-коричневое тело с тёмными крыльями и довольно крупные размеры (~15—18 мм). Вдоль переднего края крыльев имеются две утолщённые жилки, как у Amitermes floridensis из семейства Termitidae, а также у видов семейства Rhinotermitidae. Крылья Nasutitermes corniger от тёмно-коричневого до чёрного цвета. Как у широко распространённого термита, морфологические различия проявляются в размере сложных глаз и оцеллий (простых глаз).
Колонии Nasutitermes corniger достигают зрелости, когда в них вырастает более 50 000 рабочих и солдат. После достижения зрелости семья термитов роится ежегодно в сезон дождей (с мая по ноябрь), обычно после выпадения осадков. Колонии могут насчитывать от 800 000 до более 1,2 миллиона особей в крупной семье.

### Гнёзда
Гнёзда N. corniger тёмно-коричневые на поверхности и имеют небольшие бугорки на внешней стороне. Когда они маленькие (менее 20 см в диаметре), то обычно имеют шарообразную форму, но по мере роста становятся более эллиптическими. На поверхности гнезда также могут быть локальные доли. Королева живёт в камере, расположенной в центре гнезда (часто рядом со стволом дерева или веткой, к которой прикреплено гнездо), шириной до 8 см и высотой до 1 см, сильно укреплённой. Толщина стенок гнезда уменьшается по направлению от королевы к внешней стороне, но если гнездо подвергается нападению хищников, то стенки укрепляются. В одном из исследований их гнёзд самое тяжёлое гнездо весило 28 килограммов и имело размеры 68 см на 46 см на 34 см.
Наземные гнёзда часто видны и находятся у основания деревьев, на стволах деревьев или на ветвях. Также часто встречаются наземные гнёзда и гнёзда в строительных конструкциях или мусоре; однако этот термит может менять места гнездования, его находили в строениях, мусорных кучах, под цементными блоками и т. д. Некоторые гнёзда бывает трудно обнаружить, если они покрыты растительностью или мусором. Гнёзда состоят из картона, который в основном состоит из экскрементов.
Конусоголовые термиты N. corniger строят туннели или кормовые галереи, соединяющие места их гнездования и питания. Такие туннели имеют ширину ~5 мм или больше и являются полыми, образуя почвенную трубку, похожую на солому при разломе. Эти туннельные системы сильно разветвлены, представляют собой обширные кормовые сети и могут легко достигать более 30 м от гнезда.

## Размножение
Количество особей, производимых колониями N. corniger, сильно варьируется. Зрелые колонии, насчитывающие от 50 000 до 400 000 бесплодных рабочих, обычно производят от 5 000 до 25 000 крылатых половых особей (алатов). В некоторые годы большие колонии не дают плодовитого выводка. Нимфы алатов развиваются в течение пяти возрастов и проводят от 5 до 8 месяцев в колонии, прежде чем отправиться на спаривание. Когда алаты становятся зрелыми, они обычно составляют 35 % биомассы колонии. В каждой колонии производится больше самцов, чем самок, но поскольку самки тяжелее (на 20—40 %), затраты энергии на каждый пол одинаковы. В новообразованных колониях обычно несколько королев и королей живут в одной королевской камере. Немного более старые колонии обычно состоят из нескольких королев (до 33), но только одного короля, и в этих случаях вид можно считать полигинным. Через несколько лет вид становится моногамным, имея только одну королеву и одного короля. Полигиния на ранних стадиях развития колонии выгодна, так как позволяет колонии производить много рабочих за короткий период времени и позволяет производить самок алатов быстрее, чем если бы колония была моногамной с самого начала.

## Взаимодействия

### Ассоциации
Многочисленные виды муравьёв живут в гнёздах N. corniger или заселяют их после того, как термиты покидают их. Некоторые виды охотятся на термитов, другие — нет. Исследования с использованием радиоактивных трассёров показали, что при совместном проживании питательные вещества поступают между муравьями и термитами в обе стороны. Monacis bispinosa, также известный как Dolichoderus bispinosus, — один из наиболее распространённых видов муравьёв, сожительствующих с термитами, но он восприимчив к их химической защите и не может добывать живых термитов. Camponotus abdominalis сожительствует с термитами реже, но является агрессивным хищником термитов. Было обнаружено, что виды Camponotus и Dolichoderus diversus заселяют покинутые гнёзда N. corniger.
Crematogaster brevispinosa rochai (Crematogaster) — один из подвидов муравьёв, чьё взаимодействие с N. corniger было изучено. C. b. rochai обитает в районах каатинга в Бразилии. В гнёздах не было обнаружено ни одной королевы этого муравья, но были найдены их личинки всех каст и полов. В гнёздах, содержащих C. b. rochai, нет ни одной королевы термитов. Таким образом, можно сделать вывод, что и муравьи, и термиты являются членами полидоминантных колоний, каждая из которых имеет множество гнёзд. Муравьи и термиты разделены внутри гнезда и обычно не вступают в контакт друг с другом. C. b. rochai затыкают каналы на границе занимаемых ими участков, чтобы вызвать эту сегрегацию. В тех случаях, когда муравьи и термиты все же вступают в контакт друг с другом (например, если гнездо взломано), они редко проявляют агрессию и стараются избегать друг друга. Существует гипотеза, что содержание углеводородов в их кутикулах могло измениться, чтобы позволить им жить вместе относительно мирно.
Считается, что термитам выгодна такая связь, поскольку муравьи оставляют в гнезде остатки, содержащие азот, и это повышает доступность этого важного питательного вещества в условиях его нехватки. Кроме того, муравьи защищают гнездо от хищников. Муравьи получают выгоду, поскольку гнёзда термитов — идеальное место для выращивания потомство, особенно репродуктивных каст. Климат подходит для этого, а гнёзда легко защитить от хищников. Было обнаружено, что другие виды Nasutitermes вырабатывают противогрибковые соединения, которые также могут быть полезны для муравьёв, хотя неизвестно, вырабатывают ли N. corniger такие соединения.
Белоголовая круглоносая летучая мышь Lophostoma silvicola устраивает ночлег в гнёздах N.corniger. Самцы сами раскапывают гнездо, затрачивая на это значительное количество энергии. В результате они добиваются репродуктивного успеха, так как гарем самок присоединяется к ним в гнезде. Термитное гнездо — идеальная температура для выращивания потомства и защита от хищных летучих мышей. N. corniger восстанавливают повреждения, нанесённые гнезду летучими мышами, что означает, что самцы должны постоянно поддерживать насест. Как только летучие мыши покидают гнездо, оно заполняется термитами в течение нескольких недель. В настоящее время остаётся неясным, как летучим мышам удаётся создавать гнёзда, не подвергаясь нападению термитов.
Некоторые виды птиц, включая трогонов, пуховковых и попугаев, также устраивают гнёзда в термитниках. Их можно отличить от гнёзд летучих мышей по горизонтальному входу, тогда как у летучих мышей вход в гнездо расположен вертикально.

## Таксономия
Вид впервые описал в 1855 году российский энтомолог Виктор Иванович Мочульский (1810—1871) под названием Termes corniger Motschulsky, 1855 по материалам экспедиции в Панаму.